# Black & Tan Club (Seattle)
Der Black & Tan Club war ein Musikclub in Seattle, der von 1932 bis 1966 bestand und sich im Erdgeschoss des Entertainer’s Club (404 1/2 12th Avenue South) befand.
Der Entertainer’s Club befand sich im Vergnügungsviertel von Seattle zwischen 12th Avenue und Jackson Street, eines der bekannten Speakeasys der Stadt, das in der Prohibitionszeit E. Russell „Noodles“ Smith gehörte, dem Impresario des afroamerikanischen Nachtlebens in Seattle. Im Basement war der Black & Tan Club, der – 1922 als Alhambra Club von Burr „Blackie“ Williams und Noodles Smith gegründet – ab 1933 mit der Bezeichnung Black and Tan für die weiße und afroamerikanische Bevölkerung gleichermaßen zugänglich. Bereits 1932 galt sein Vorgänger als „Seattle's most esteemed and longest-lived nightclub“ (de Barros). 
Hier traten bereits in den 1920er Jahren Oscar Holden und Fats Waller, in der Swingära die Bands von Duke Ellington, Count Basie und Louis Armstrong auf. Später spielten hier auch Bebop-, Blues- und R&B-Musiker wie Charlie Parker, Eubie Blake, Aretha Franklin, Ernestine Anderson, George Benson, Gladys Knight, Ivie Anderson, Jimmy McGriff, Little Willie John, Phil Upchurch, Guitar Shorty, Etta James, Sarah Vaughan und Ray Charles. In den 1950er/60er Jahren war der Black and Tan das Zentrum der Soul-Szene von Seattle. 1962 war hier der junge Jimi Hendrix als Mitglied der Band Bobby Taylor & The Vancouvers zu erleben.

## Weiterführende Literatur
- Paul de Barros: Jackson Street After Hours: The Roots of Jazz in Seattle. Seattle: Sasquatch Books, 1993